# Peugeot Type 36
La Type 36 è un'autovettura prodotta tra il 1901 ed il 1902 dalla casa automobilistica francese Peugeot.

## Profilo
Tra il 1901 ed il 1902, chi poteva permettersi un'automobile e desiderava acquistare una Peugeot di classe media aveva principalmente due possibilità: la prima era di orientarsi sulla Type 33, d'impostazione classica, nel senso che riprendeva le forme della classica carrozza da cavalli; la seconda era di scegliere la contemporanea Type 36, decisamente più innovativa, sia esteticamente che meccanicamente.
In effetti la Type 36 rompeva decisamente con quelle linee che riprendevano di sana pianta quelle di una carrozza e cominciava a somigliare invece molto di più ad un'automobile, soprattutto grazie all'adozione, per la prima volta, di un vano motore anteriore, all'epoca soprannominato "muso di alligatore". La Type 36 può in effetti definirsi una delle prime vetture a due volumi.
Ma le novità non finivano qui: prima di tutto, la Type 36 fu la prima Peugeot a montare un motore monocilindrico verticale; inoltre, fu la prima Peugeot a montare un vero e proprio volante, mentre precedentemente si utilizzavano delle specie di leve per poter far svoltare la vettura. Infine, per la prima volta su una Peugeot fu montata una trasmissione senza catena.
Il motore montato dalla Type 36 era di 1056 cm³ di cilindrata, era disponibile nelle versioni da 5, 6, 7 od 8 CV e poteva spingere la vettura ad una velocità massima di 30 km/h. La vettura fu prodotta in 111 esemplari.